# Via del Proconsolo
Via del Proconsolo è una strada del centro storico di Firenze, situata tra piazza San Firenze, angolo via della Vigna Vecchia, e piazza del Duomo, presso l'angolo con via dell'Oriuolo (canto dei Bischeri/canto dei Falconieri). Lungo il tracciato si innestano: via Ghibellina (dove è il canto al Bargello), via Dante Alighieri e via Pandolfini (dove è il canto del Proconsolo), via del Corso e borgo degli Albizi (dove è il canto de' Pazzi), via dei Maccheroni. Poco prima di aprirsi a piazza del Duomo, sulla destra, si trova la piazzetta di Santa Maria in Campo. 

## Storia
La via seguiva più o meno il tracciato del lato orientale della prima cerchia di mura romane: grazie a profili metallici, si può notare sulla carreggiata l'ubicazione di un tratto di mura e di una torre cilindrica (lavori stradali del 1994); altri resti sono visibili sotto all'edificio all'angolo con via Dante Alighieri (scavi 2003-2004). All'altezza di via del Corso si apriva la "Porta Principalis Dextra", detta nel medioevo Porta San Piero, perché conduceva al monastero di San Pier Maggiore. La Porta San Piero venne poi spostata nella seconda cerchia dove oggi c'è la volta di San Piero.
Il nome odierno della strada deriva dalla carica istituita nel 1317 del proconsolo, il capo dell'Arte dei Giudici e Notai, che nella Repubblica Fiorentina divenne in seguito il capo di tutte le Arti maggiori e minori, secondo solo al Gonfaloniere di Giustizia. Il palazzo di questo magistrato, nonché residenza dell'Arte dei Giudici e Notai, si trova infatti su questa strada dal XV secolo, al numero 6.
Nella pianta di Firenze delineata da Ferdinando Ruggieri nel 1731 sono registrate denominazioni diverse in ragione dei vari tratti: così da piazza di San Firenze a via de' Pandolfini l'arteria è segnata come via dei Librai (altrove via dei Cartolai, dal nome dei venditori di carta, stampatori e rilegatiori di libri, con limite del tratto a via Ghibellina, ovvero dal canto dei Cartolai al canto del Bargello) a cui segue, fino ad incontrare borgo degli Albizi, via del Proconsolo (per l'effettiva presenza in questo tratto dell'antica residenza del Proconsolo), per poi proseguire fino a piazza del Duomo sotto il nome di via dei Balestrieri (dal canto de' Pazzi al canto de' Bischeri). «La strada avrebbe potuto prendere anche il nome religioso della Badia Fiorentina, e quello civile del palazzo del Capitano, detto poi del Bargello, o quello privato della famiglia Pazzi, o quello nobiliare della famiglia Strozzi. Con questo elenco di possibili denominazioni abbiamo tracciato, in sintesi, la gloriosa storia della via, piena di importanti edifici e carica di memorie». 
Della sua dimensione nel Settecento bene documenta l'incisione di Giuseppe Zocchi del 1744 (e il relativo dipinto conservato nella collezione della Fondazione Cassa di Risparmio di Firenze) che, per quanto dedicata alla piazza di San Firenze, grazie a un artificio di dilatazione spaziale, consente la lettura dei vari palazzi allineati su ambedue i lati (tra cui il palazzo Nonfinito con il cantiere sul lato sinistro della facciata ancora aperto).
Lungo la strada passava il Brindellone, nella processione dello Scoppio del Carro, omaggiando la casa dei Pazzi i cui antenati avevano messo su questa usanza: proprio al canto dei Pazzi venivano esplosi gli ultimi mortaretti. Tuttavia quando verso il 1879 vennero messi nella via i binari della rete tranviaria, la processione venne dirottata a fare l'ultimo scoppio in piazza della Repubblica, ma il ferimento di alcune persone nel 1909 fece sì che da allora lo "scoppio" avvenisse solo ed esclusivamente tra i battistero e il Duomo. 

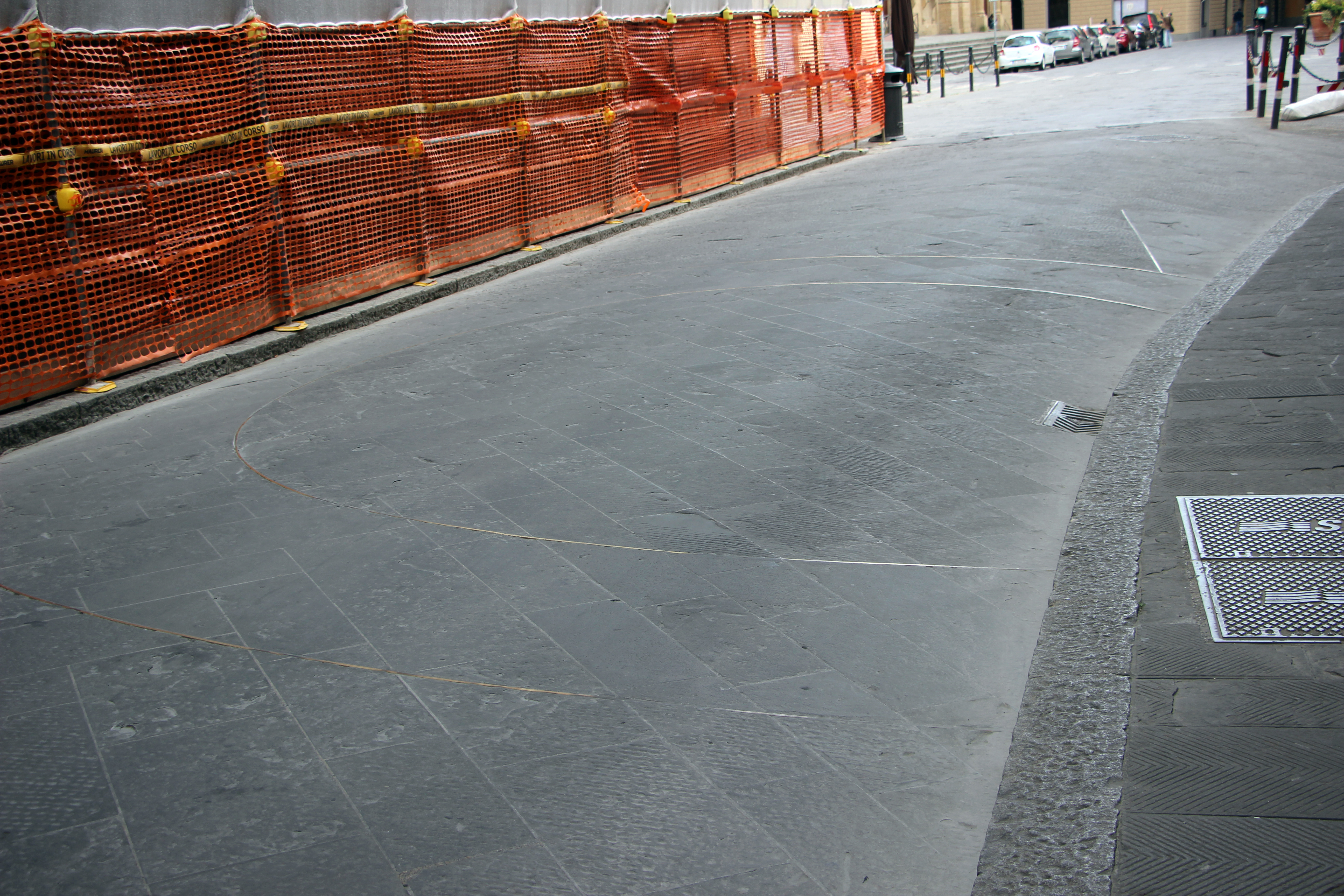
Tracce delle mura romane sulla carreggiata presso il palazzo del Bargello
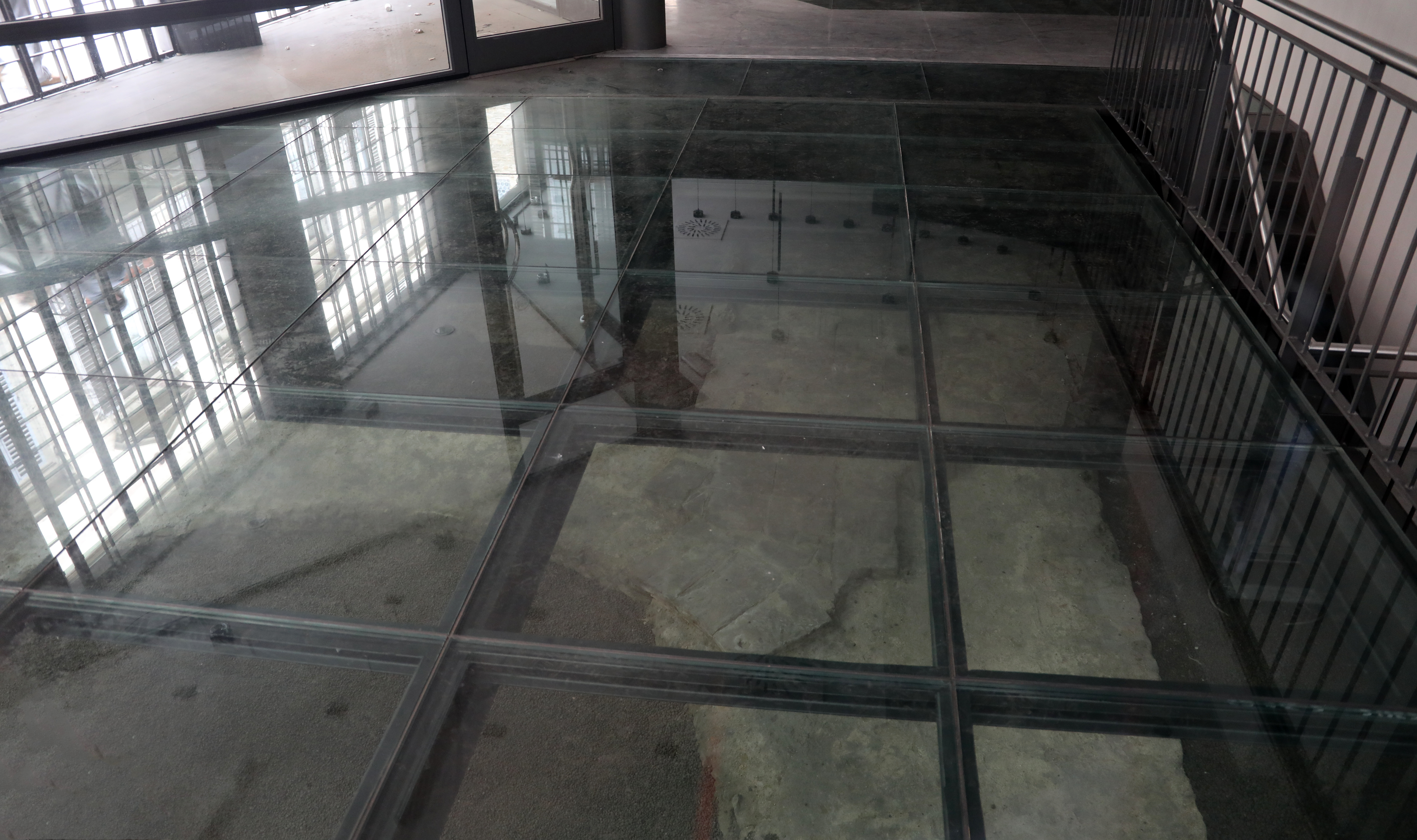
Resti delle mura sotto il pavimento della palazzina in angolo con via Alighieri
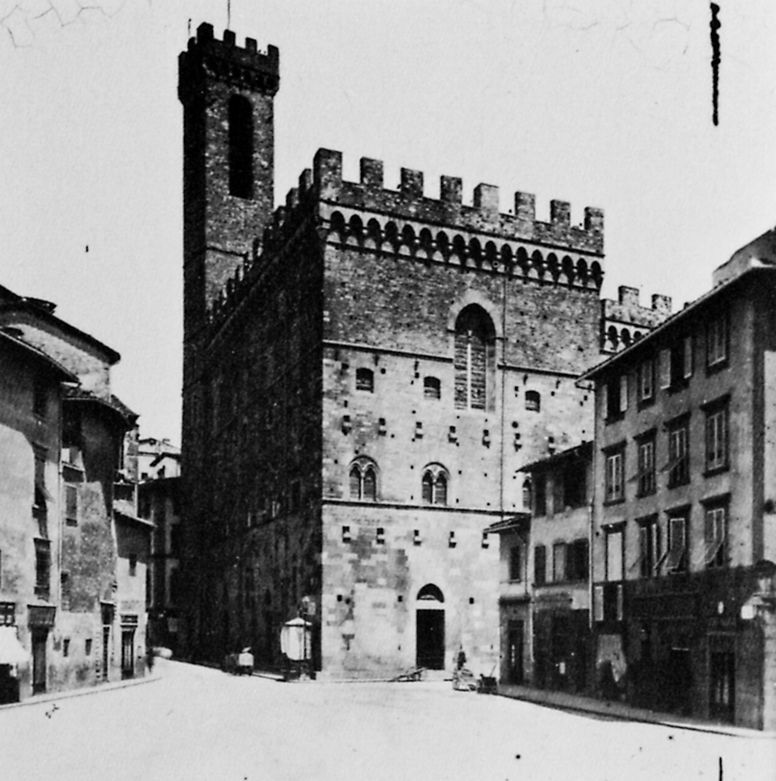
Palazzo del Bargello e imbocco di via del Proconsolo verso il 1570

## Descrizione
Così come dovette accadere in passato ancora oggi la via è oltremodo frequentata, rappresentando una delle direttrici fondamentali dalla zona delle piazze della Signoria e di San Firenze a quella del Duomo e aprendosi lungo il tracciato sia musei che chiese, così come numerosi edifici commerciali, ristoranti e alberghi. Gli importanti edifici che la caratterizzano la rendono di eccezionale rilievo storico e artistico, il che suggerirebbe (nonostante sia chiara la difficoltà nel trovare soluzioni alternative) una sua pedonalizzazione. Da lamentare inoltre la realizzazione di una "isola ecologica" proprio dal lato del prospetto principale del palazzo Pazzi della Congiura, deliberata dalla Giunta comunale nel 2012 e nello stesso anno realizzata. 

### Edifici
| Immagine | N°                                  | Nome                                  | Descrizione |
| -------- | ----------------------------------- | ------------------------------------- | --- |
|          | 1r-5r                               | Botteghe della Badia Fiorentina       | Le tre botteghe sono parte di un esteso intervento realizzato in quest'area della città dai monaci benedettini della Badia Fiorentina, in stretta relazione con il progressivo espandersi del potente monastero e con la necessità di assicurare alla comunità sicure rendite provenienti dalla locazione dei fondi in una zona ambita per i commerci. Il gruppo presente lungo l'attuale via del Proconsolo fu definito attorno all'anno 1200 utilizzando come fondazione e alzati interni le mura demolite della 'cerchia antica' della città e in parte il terreno dei fossi che correvano lungo questa. Nel 1266 il complesso si ampliò ulteriormente grazie alla concessione del Podestà di costruire altre botteghe sulla piazza di Sant'Apollinare (attuale piazza San Firenze), probabilmente a titolo di indennizzo per i terreni di pertinenza del monastero occupati dal cantiere per l'erezione del palazzo del Bargello. Nel 1286, con l'avvio dei lavori che avrebbero portato alla realizzazione della nuova chiesa e dell'ampliamento del monastero su probabile progetto di Arnolfo di Cambio, sia il prospetto absidale della chiesa sia la sagrestia e il dormitorio furono eretti proprio su queste preesistenze, che offrivano la garanzia di poter reggere il peso delle grandi volte dell'aula proprio grazie alle murature dell'ancor più antica cinta difensiva che ne determinavano le pareti interne. Per quanto la zona sia passata alla storia come segnata dalla presenza di molti laboratori di 'cartolai', le ricerche condotte da Francesca Carrara e Fiorella Facchinetti hanno documentato come nel corso del tempo sia stata significativa la presenza di opifici di lanaioli e di altre attività artigianali, le più varie. Due documenti del 1378 e del 1384 che descrivono il patrimonio e le rendite della Badia ci restituiscono nel dettaglio le presenze in queste date. Partendo dalle botteghe che si sviluppavano in piazza San Firenze dal canto con via della Condotta (noto poi come canto dei Cartolai), troviamo un sarto, quattro pianellai (calzolai), un medico, un cartolaio, un notaio, la "bottega dei Segnatori del Comune", e ancora quattro cartolai. Oltre il prospetto absidale della chiesa le botteghe proseguivano con un forno, un barbiere, un pizzicagnolo e un beccaio. Proseguendo sull'attuale via Dante Alighieri si trovavano poi le botteghe dei lanaioli. Come si vede nella veduta dello Zocchi, si apprezzava qui la presenza di una tettoia continua e la tipica configurazione del fronte delle botteghe, con i muretti laterali all'accesso utili per l'esposizione delle vetrine. Si nota anche la diversa configurazione del gruppo di botteghe realizzate sulla piazza a partire dal 1266, segnate da gradi archi in pietra a tutto sesto. Attualmente ciò che resta dei fondi di questo sistema è per lo più occupato da negozi di souvenir ad uso dei turisti. Per quanto riguarda nello specifico le botteghe qui prese in considerazione si segnala sull'angolata la presenza di uno scudo con l'arme della Badia (a tre pali) e sulla bottega segnata dal numero 5 rosso della potente famiglia Covoni (al crescente montante) posto in corrispondenza di una finestra dell'antica sagrestia sulla quale il casato aveva il patronato. Le cornici delle aperture delle botteghe sulla via appaiono riconfigurate successivamente all'originaria fondazione. |
|          | 9r-15r                              | Botteghe della Badia Fiorentina       | Come accennato, attorno alla badia fiorentina era tipica la presenza dei librai fiorentini, qui chiamati "cartolai", un vero e proprio distretto di produzione libraria, dove erano concentrate le botteghe che si occupavano dalla produzione della pergamena o della carta, della copiatura calligrafica, della legatura e della miniatura dei libri. Da queste botteghe uscirono intere biblioteche destinate a monarchi di tutta Europa, soprattutto nel periodo d'oro in cui vi visse l'"imprenditore" librario Vespasiano da Bisticci. Le quattro botteghe qui prese in considerazione sono i fondi che meglio conservano all'esterno il loro carattere originario, segnati come sono dalle potenti arcate ribassate in conci di pietra forte. Per quanto tutto il fronte sia stato realizzato in pietra forte si segnala come sia chiaramente percepibile la linea che separa l'apparecchio murario del 1200 circa da quello del 1286 e oltre. |
|          | 2-4                                 | Palazzo del Bargello                  | Il palazzo si segnala tra i primi edifici civili della città medievale per importanza e grandiosità. La primitiva fabbrica fu eretta a partire dal 1255 a fianco della torre detta la Volognana, quale sede del Capitano del Popolo. Tali lavori, terminati nel 1261, determinarono un grande parallelepipedo con il fronte principale su via del Proconsolo, soprelevato di un piano tra il 1340 e il 1345 da Neri di Fioravante per creare il salone del Consiglio Generale, come attesta anche il diverso tipo di muratura osservabile dall'esterno, il tutto completato da ballatoi in legno a sbalzo. Del 1345-1367 è la scala che ancora oggi segna il cortile. Nel grande edificio così definito, dopo il 1502, si installò il Consiglio di Giustizia o Ruota e, dal 1574, il Capitano di Giustizia (o Bargello, dal quale la denominazione corrente). Nel 1840 il pittore Antonio Marini portò alla luce nell'antica cappella del palazzo preziosi affreschi nei quali fu individuato un ritratto di Dante Alighieri. A seguito del clamore suscitato dal ritrovamento, nel 1857, si iniziò il ripristino dell'intera fabbrica su progetto dell'architetto Francesco Mazzei, con la demolizione delle sovrastrutture che ne avevano alterato profondamente gli interni, in buona parte adibiti a carcere. In particolare si valorizzò il cortile, riaprendo il portico e la loggia che erano stati tamponati, e facendone uno spazio tra i più celebrati al tempo della Firenze medievale. Al termine dei lavori gli ambienti furono ulteriormente arricchiti da decorazioni medioevaleggianti realizzate da Gaetano Bianchi, trattate con "strofinature di patine... in modo che il lavoro fatto ora sembra vecchio di molti secoli". Così restaurato e in parte reinventato secondo il gusto dell'epoca il palazzo venne inaugurato nel 1865 come museo di arti industriali e del Medioevo, ricco di opere qui trasferite dalla galleria degli Uffizi, dalla Zecca, dall'Archivio di Stato, nonché da lasciti, depositi e donazioni private. Ancora oggi, nuovamente restaurato a seguito degli ingenti danni provocati alla struttura e alle opere dall'alluvione del 4 novembre 1966, è sede del Museo nazionale del Bargello. |
|          | s.n.                                | Badia Fiorentina                      | Antichissima esisteva in questo luogo la chiesa di Santo Stefano detta "del popolo", che è ricordata già nel 960, quando venne venduta da un privato a Willa di Toscana, madre del marchese Ugo II, per costruirvi attorno l'abbazia benedettina detta poi Badia Fiorentina, con data di fondazione al 978. Ugo, divenuto marchese di Toscana, accrebbe ulteriormente e con grande munificenza l'abbazia. Nel 1285 la chiesa subì un radicale rifacimento in stile gotico ad opera di Arnolfo di Cambio, che ne cambiò l'orientamento con l'abside verso via del Proconsolo. Tra il 1310 e il 1330 venne costruito lo slanciato campanile a base esagonale. Nei secoli successivi, l'abbazia benedettina vide alternarsi periodi di decadenza a periodi di rinnovato splendore. Fra il 1627 e il 1631 fu mutato di nuovo l'orientamento dell'altare, ora posto a sud in direzione dell'Arno, con un riordino degli spazi interni su una pianta a croce greca. All'interno sono conservati alcune opere di grandissimo pregio di Filippino Lippi, Mino da Fiesole e Bernardo Rossellino. Un ciclo di affreschi quattrocentesco si trova nel chiostro degli Aranci. |
|          | 2r-10r                              | Casamento                             | L'esteso edificio in angolo con via Ghibellina 116 (quattro piani per cinque assi su questa strada e sei sull'altra) presenta una decorosa architettura ottocentesca, caratterizzata da un piano terra a finto rivestimento di pietra grigia, e i piani superiori con le aperture abbellite da cornici e mensole, oltre a un lungo balcoine con ringhiera metallica lungo via Pandolfini, elemento raro nell'edilizia del centro cittadino. In ogni caso, al piano terra, dove oggi ha sede un ristorante, doveva anticamente trovarsi un negozio di prodotti alimentari, di cui restano su via Pandolfini due vetrinette lungo i pilastri con decorazioni Liberty risalenti verosimilmente al primo Novecento, su una delle quali si legge ancora la scritta "Lavorazione propria". |
|          | 21r-27r                             | Palazzina                             | Era qui, sull'angolo tra via del Proconsolo e via Dante Alighieri, una palazzina ottocentesca che, acquistata dal Banco di Sardegna nel 1981 per insediarvi la sede fiorentina, fu oggetto nel 1986 di un cantiere volto alla sua ristrutturazione su progetto dell'architetto Luciano Ghinoi e dell'ingegnere Andrea Charugi; cantiere bloccato per il ritrovamento dei resti di fondazione di una delle torri delle mura della Florentia romana. L'incuria successiva all'arresto dei lavori portò tuttavia al crollo dell'edificio nel 1991, al rinvio a giudizio di tutti gli interessati (poi assolti) e, parallelamente, alla messa in luce di una finestra della cappella Pandolfini della contigua Badia Fiorentina che la fabbrica ottocentesca occultava. Per molti anni, così, questo limitato lotto al limitare del complesso benedettino rimase chiuso da una impalcatura. L'attuale edificio fu realizzato solo tra il 2001 e il 2003 su un progetto dell'architetto Miranda Ferrara rispettando l'articolazione della precedente palazzina ma riducendone il volume dal lato in cui si presenta la ritrovata finestra. Il grande ambiente al terreno, occupato da una attività commerciale, presenta il pavimento a grandi lastre di vetro (come imposto dalla Soprintendenza Archeologica della Toscana) che consentono di leggere quanto venuto alla luce al di sotto del livello stradale durante gli scavi effettuati nel 1986. Più in particolare si tratta di ampi resti delle fondazioni e di una torre e di un tratto della cinta muraria romana, databili tra il 30 e il 15 a.C., cioè al periodo al quale gli studiosi riconducono l'istituzione della colonia. L'importante testimonianza è da mettere in relazione con un altro ritrovamento poco distante, frutto di scavi effettuati nel 1994 nel tratto di via del Proconsolo antistante il palazzo del Bargello che portarono a individuare le fondamenta di un'altra torre romana (di modo che si poté ricostruire l'andamento originale delle mura), ora segnalate da una profilatura metallica inserita nella lastricatura della strada. |
|          | 12r-14r                             | Casa Carlini                          | La casa, presumibilmente di fondazione due trecentesca e originariamente di proprietà del convento della Badia, è individuabile con quella occupata a partire dal 1497 dalla famosa stamperia dei Giunti e presenta oggi un fronte di disegno sostanzialmente cinquecentesco. Nel Seicento e nei secoli successivi ha subito significative modifiche e comunque, a partire dall'Ottocento, è stata ripetutamente segnalata per "l'elegantissima decorazione di pietra scolpita che formava il prospetto della bottega", opera seicentesca accostabile nel disegno delle decorazioni a certi lavori di Giovanni da San Giovanni e del Volterrano. Lo stemma, per quanto decisamente eroso, è riconducibile alla famiglia Carlini, già ricordata in quanto a lungo proprietaria dell'edificio (fasciato di sei pezzi, con il capo del secondo caricato di una testa di gatto). Da segnalare l'ariosa altana che corona l'edificio e che lo rende assolutamente notevole nel contesto della via. Si sottolinea come parte della letteratura ipotizzi che in questa casa, nel Quattrocento, avesse la propria bottega il cartolaio Vespasiano da Bisticci (altri testi la individuano in prossimità del canto dei Cartolai). |
|          | 5                                   | Palazzo dell'Arte dei Giudici e Notai | È certo che questa era nel XV secolo la sede dell'Arte dei Giudici e dei Notai e di conseguenza residenza del Proconsolo (da cui la denominazione storica dell'edificio, del canto e della strada). In particolare, negli ambienti al piano terreno è da riconoscere l'antica sala d'udienza, dove erano stati nel Trecento e quindi nel Quattrocento realizzati affreschi in memoria di fiorentini illustri. Nel 1498 l'Arte affittò parte del palazzo alla famiglia dei Pandolfini e quindi, nel 1581, lo vendette a Filippo Giunti, la cui famiglia aveva sulla cantonata opposta la sede della celebre libreria. Nel 1832, oramai passato alla famiglia Landini, il palazzo fu oggetto di un radicale intervento di trasformazione da parte dell'architetto Giuseppe Martelli. Il successivo proprietario, il notaio fiorentino Costantino Puccianti, professionalmente interessato a rivalutare l'antica storia dell'edificio dove aveva posto la sede del proprio studio, fece applicare (1878) un'epigrafe e altri stemmi in terracotta ai lati dell'arme dei Landini in ricordo dell'Arte, con il giglio del Comune, la stella a otto punte dei Giudici e dei Notai, la croce del Popolo, l'aquila di parte Guelfa. Sempre in questo periodo furono scoperte, nel 1882, tracce degli antichi affreschi. Tra il 1933 e il 1935, anni nei quali l'antica sala dell'udienza era stata adibita a negozio di proprietà Genazzani, la Soprintendenza provvide a riportare alla luce quanto rimaneva delle antiche pitture, che sono state oggetto di un più mirato intervento in questi ultimi anni per le cure del nuovo proprietario, che ha provveduto anche a valorizzarle adeguatamente. Degli antichi ritratti di fiorentini illustri restano quelli di Dante Alighieri e di Giovanni Boccaccio. Nei sotterranei è stata scavata un'antica fullonica a ridosso delle mura romane. |
|          | 8                                   | Palazzina Pazzi                       | L'edificio fu in antico dei Bartolucci e da questi passò nel 1420 ai Pazzi, dal cui palazzo principale questo era diviso per mezzo di un chiasso. Successivamente alla congiura dei Pazzi fu confiscato e acquistato nel 1478 dai Tanagli i quali, nel 1482, lo vendettero ai Boscoli. Nel 1550 risultava della famiglia fiorentina dei Bandini. Attualmente si presenta nelle forme definite da un intervento di restauro attuato attorno al 1910 su progetto dell'architetto Ezio Cerpi (sul quale si tornò a intervenire nei tardi anni sessanta del Novecento), che ha riportato a vista il paramento in pietraforte della porzione antica, a ricordarne origine trecentesca della fabbrica. Abitò qui, nei primi anni trenta del Novecento, ospite dei suoceri, "in grandi stanze coi soffitti a cassettoni di quercia e i camini patriarcali" (Cecconi 2009), Piero Bargellini, fondandovi la rivista Il Frontespizio. Attualmente, in ragione degli interventi attuati nel corso del Novecento, la facciata evidenzia chiaramente le due porzioni e le due diverse età della fabbrica: a costituire la porzione antica sono al terreno due fornici ad arco ribassato, sui quali si sviluppano un alto mezzanino e un piano nobile. Qui si allineano sul marcadavanzale tre finestre, affiancate da ferri da facciata (cicogne, ferri da bandiera), di evidente fattura otto/novecentesca, che tuttavia rendono ancor più plausibile l'immagine medioevale della casa. Ad incorniciare questa porzione è un asse a sinistra (frutto della chiusura del chiasso già citato) che si sviluppa in altezza collegandosi ai tre piani di soprelevazione dell'edificio, intonacati e sufficientemente anonimi. |
|          | 3                                   | Palazzo Baldovini                     | L'edificio appare come frutto della riunificazione di più case, già proprietà della famiglia da Filicaia, acquistate nel 1469 dai Baldovini del Pannocchia. Questi eressero un grande palazzo che la famiglia abitò fino al 1627. Nei successivi passaggi di proprietà le trasformazioni furono tali da conferire al palazzo un aspetto totalmente moderno, frutto di una radicale riconfigurazione dell'ampio fronte attuata nella seconda metà dell'Ottocento, seppure sempre riconducibile a forme e modelli rinascimentali. Documentato come Grand Hotel Cavour già alla metà del XIX secolo (e di riferimento per parlamentari e ministri negli anni di Firenze Capitale tra il 1865 e il 1871), il palazzo è tuttora sede della struttura ricettiva. Attualmente il fronte principale si sviluppa su quattro piani per ben dieci assi e si caratterizza, in linea con il gusto dell'architettura accademica dei decenni successivi al periodo di Firenze Capitale, per la presenza di un terreno segnato da finto bugnato, il piano nobile con finestre a timpano triangolare, le quattro centrali arricchite da un balcone che protegge l'ampio portone di accesso. Negli spazi interni rimangono i resti della corte della residenza tardo trecentesca, ora coperta, con massicci pilastri ottangolari arricchiti da capitelli a foglia d'acqua. Nel ristorante si trovano decorazioni pittoriche e vetrate di Galileo e Tito Chini (1930). |
|          | 35r-39r                             | Palazzina da Filicaia                 | Si tratta di un edificio di origine trecentesca, posto accanto all'albergo Cavour, ben disegnato negli archi e nelle finestre ma evidentemente oggetto di tali e tanti interventi susseguitisi nel tempo da non evidenziare più all'esterno elementi riconducibili alla sua antica storia. L'intera facciata, organizzata su quattro piani per tre assi, è segnata da un finto bozzato a intonaco graffito, apparentemente messo in opera sopra l'originario paramento in pietra. |
|          | 10                                  | Palazzo Pazzi della Congiura          | Il prospetto principale del palazzo si sviluppa su via del Proconsolo, eretto per volontà di Jacopo de' Pazzi tra il 1458 e il 1469 su progetto di Giuliano da Maiano, che forse estese un'idea di Filippo Brunelleschi. Per l'eleganza delle forme e per le dimensioni, la costruzione è tra le più importanti della città, modello per molte altre residenze dei ceti dirigenti della Firenze tardo quattrocentesca. Il palazzo, confiscato a seguito della congiura ordita dai Pazzi ai danni dei Medici, passò al cardinale Guillaume d'Estouteville, poi ai Cybo (1487) che, come Cybo Malaspina, lo utilizzarono per tutto il Cinquecento come residenza fiorentina, poi agli Strozzi, ai Quaratesi e ad altre varie mani. Osservando la fabbrica da via del Proconsolo, si noti come al piano terra, bugnato, si contrappongano i più leggeri piani superiori, con bifore (sulle quali ricorre il motivo di una barca con le vele gonfiate dal vento, impresa della famiglia allusiva ai traffici marittimi) che si distendono sulle superfici intonacate, forse originariamente trattate a graffito. Sulla cantonata il grande scudo con l'arme dei Pazzi è attribuito a Donatello (in copia, l'originale è nell'androne). Nel cortile è un elegante porticato con colonne includenti, nei capitelli, lo stemma di famiglia con i due delfini e il vaso con il fuoco sacro, allusivo all'impresa di Pazzino de' Pazzi in Terrasanta. |
|          | 5                                   | Palazzo Niccolini al Canto dei Pazzi  | Di fondazione due trecentesca e già dei Berti Ravignani, la palazzina si sviluppa a partire dal cosiddetto canto de' Pazzi, determinando l'ampia cantonata su via del Corso. L'antica casa che si trovava in questa zona risulta essere stata di proprietà tra Trecento e Quattrocento dei Cerchi Neri, dei Borromei e, per via ereditaria, dei Pandolfini, che la acquisirono nel 1498. Passata nel 1537 alla famiglia Niccolini è ricordata come ancora di questa nel secolo successivo. Nel 1841, al di sopra del basamento di pietra, la facciata fu ridisegnata in stile neoclassico dall'architetto Mariano Falcini su commissione dell'impresario teatrale Luigi Lanari, che volle, sulla facciata di via del Proconsolo (quattro piani per ben nove assi), ai lati dello scudo con le sue armi, due 'lire musicali' alludenti alla fortuna avuta grazie al teatro lirico. |
|          | 12                                  | Palazzo Nonfinito                     | Posto con il fronte principale su via del Proconsolo, ma con un notevole prospetto anche su borgo degli Albizi del quale determina la cantonata, il palazzo risulta eretto su committenza di Alessandro Strozzi (1592) sopra alcune case e torri dei Pazzi e di altre famiglie fiorentine. A Bernardo Buontalenti si devono il piano terreno, a Santi di Tito lo scalone a destra dell'atrio, a cui seguirono, dopo il ritiro di entrambi, i lavori di Giovanni Battista Caccini, Matteo Nigetti e altri, senza che tuttavia si potesse portare a compimento la fabbrica, determinando la denominazione corrente dell'edificio. Oggi appartiere all'Università di Firenze che, oltre ad alcune aule e dipartimenti, ne ha fatto sede del Museo di Antropologia ed Etnologia. |
|          | 51r-63r                             | Palazzo Massini                       | L'edificio Determina con la propria ampia mole la cantonata su via del Corso dove, al n. 2, è l'ingresso. Per quanto inglobi antiche preesistenze (nel Medioevo era qui una torre dei Ravignani), attualmente si presenta nelle forme conferitegli da un radicale intervento di ricostruzione condotto dall'architetto cortonese Enrico Presenti tra il 1839 e il 1840. Federico Fantozzi, testimone del cantiere, documenta come qui fosse l'avanzo di un arco che si ipotizzava essere stato un resto della Porta di San Pietro del primo cerchio di mura: "questo frammento, che vandalicamente è stato distrutto, credesi da taluno che appartenesse ad un Arco di trionfo, o a quello della Pietà di cui parlano i nostri storici e cronisti; né manca chi lo abbia ritenuto come un avanzo degli Acquedotti delle antiche Terme. Vuolsi ancora che fosse il resto di una delle Porte del secondo cerchio, lo che sembra più verosimile". La facciata principale si presenta attualmente organizzata su quattro piani per sette assi, con il terreno segnato da un finto bugnato. |
|          | 16                                  | Palazzo della Curia fiesolana         | Nelle contese tra Firenze e Fiesole che portaronoa alla concessione alla diocesi della seconda la chiesa di Santa Maria in Campo, l'arbitrato di papa Gregorio X obbligò il Comune di Firenze a fabbricare qui un palazzo per l'abitazione dei vescovi fiesolani, che ebbero poi nel 1259 da papa Alessandro IV il privilegio di tenervi la curia e il tribunale diocesano. L'edificio, almeno per quanto riguarda i suoi prospetti, si presenta oggi architettonicamente modesto, non fosse per il grande portale ad arco con cornice a bugnato che introduce ad un ampio androne. La posizione decentrata di quest'ultimo e l'interasse irregolare delle bucature (dal lato di via del Proconsolo si contano cinque assi su tre piani) lasciano supporre un intervento di riunificazioni di più antiche case. All'interno alcune architravi con iscritto il nome del vescovo di Fiesole Filippo Neri Altoviti testimoniano come egli fece ammodernare l'edificio. Sul retro si aprono un cortile, con una lunetta dipinta da Giovanni Bassan, e un ampio piazzale, decorato da una nicchia con un altro dipinto moderno. Sempre di pertinenza della diocesi è il negozio di articoli religiosi al n. 20 rosso: qui il 25 marzo del 1995 avvenne l'omicidio irrisolto di Gianfranco Cuccuini, oggetto di una puntata del programma di Rai Tre Puntate di Blu notte - Misteri italiani. |
|          | 22r                                 | Reale Farmacia                        | Nei locali al terreno del suddetto palazzo è una farmacia inserita nell'elenco degli esercizi storici fiorentini, fondata nel periodo di Firenze Capitale (1865-1871) con la denominazione di Reale farmacia Mangarolo e Astoni. Conserva ancora parte della dotazione originaria, con un'interessante serie di mortai in bronzo, oltre a bottiglie in vetro con etichette, barattoli, imbuti, bilance, fiale che testimoniano una passata attività di preparazione di prodotti galenici. |
|          | Piazza di Santa Maria in Campo s.n. | Chiesa di Santa Maria in Campo        | La chiesa è molto antica, probabilmente dell'XI secolo, e in origine sorgeva appena fuori dalle mura della città. Secondo tradizione, al tempo della sua costruzione in un campo vicino alla chiesa fu rinvenuta quell'immagine della Vergine che vi è tutt'oggi conservata e che proprio questo evento miracoloso sarebbe stato all'origine del nome di Santa Maria in Campo. Ma più probabilmente l'edificio deve la sua denominazione al fatto di essere stato costruito nell'antico Campo Marzio della città romana. La curiosa "extraterritorialità" di Santa Maria in Campo, che appartiene alla Diocesi di Fiesole, si deve a una contesa del 1220, quando per sanare alcune alienazioni fatte dal suo predecessore in favore dei Fiorentini, il vescovo di Fiesole Ildebrando da Lucca ottenne da papa Gregorio IX la concessione della chiesa, nel 1228. Dissapori e controversie tra le due diocesi comunque si protrassero fino al XVII secolo, per paura di rispettive ingerenze. Appianate le rivalità, Santa Maria in Campo è ancora oggi appartenente alla diocesi fiesolana, e all'interno conserva diverssi monumenti funebri dei suoi vescovi. |
|          | 77r-81r                             | Casa                                  | L'edificio presenza una facciata verosimilmente riconfigurata nel XIX secolo, con tre assi per tre piani sopraelevati, e non presenta elementi di rilievo, se non un piccolo rilievo ovale all'estremità sinistra sopra il marcapiano. Purtroppo illeggibile, è possibile che fosse uno stemma legato ai proprietari del palazzetto o un pietrino, magari qui ricollocato, che testimoniava il possesso di uno dei fondi commerciali da parte di un'istituzione religiosa o civile. |
|          | 13                                  | Casa dell'Imperatore                  | La palazzina nasce dalla trasformazione di una costruzione esistente in palazzo signorile, secondo le esigenze e il gusto della prima metà dell'Ottocento, dovuta all'architetto Giuseppe Martelli su commissione dell'orafo Tommaso dell'Imperatore attorno al 1830. Il fronte neoclassico è stato avvicinato ai lavori eseguiti dall'architetto per l'Istituto della Santissima Annunziata. Il progetto originario fu successivamente in parte alterato dall'apertura, al posto delle due finestre che affiancavano il portone, di sporti; tuttavia l'insieme è decisamente ben curato. A coronare l'insieme è un piano in soprelevazione, con terrazza adorna di statue in terracotta. L'edificio è stato oggetto di un cantiere di restauro nei primi anni settanta del Novecento e, per la qualità dell'intervento, segnalato dalla Soprintendenza ai Monumenti per il premio Marchi. |
|          | 18-20                               | Palazzina                             | La palazzina ha il fronte di sei assi per quattro piani sopraelevati, riconfigurato nel XIX secolo: per la presenza di elementi gusto ancora neoclassico è databile agli interventi degli anni 1860, quando venne allargata la vicina via Buia (via dell'Oriuolo) e riconfigurato l'attiguo casamento Fabbrichesi. La particolarità della facciata sono i portali gemelli al centro, sopra i quasi si trova una lunga balconata con ringhiera in ferro battuto, configurante un elaborato disegno con alcuni elementi di ispirazione musicale: una lira (strumento musicale) al centro e trombette tra ghirlande ai lati, oltre a caducei son serpi intrecciate ai cantoni, il tutto da mettere in relazione probabilmente con gli interessi degli allora proprietari. Sotto le mensole del balcone si trova uno stemma inquartato in decusse senza smalti. |
|          | 38 r                                | Casamento Fabbrichesi                 | L'edificio, che determina la cantonata tra via dell'Oriuolo (dove si sviluppa su cinque piani per sette assi) dove in antico erano delle case della famiglia Bischeri, è segnalato nel repertorio di Cresti e Zangheri come realizzazione dell'architetto Felice Francolini, indicazione che trova pieno riscontro in una serie di perizie e disegni conservati presso l'Archivio storico del Comune di Firenze, firmati appunto da Francolini e da Giuseppe Michelacci. Visto il disegno delle facciate (che comunque non presentano elementi architettonici di particolare rilievo) e i lavori di ampliamento e rettificazione della strada eseguiti tra il 1860 e il 1861, dovrebbe datarsi a circa il 1862-1863. |

### Lapidi
Sul palazzo del Bargello si trova una lapide del 1255, la più antica datata e ancora in situ della città:
| + SVMM ALEXANDER SĈS QVE MVNDVS ADORAT CV PASTOR MV́DI REGNABĀT REX GVLIELMVS · ET CV́ VIR SPLENDÊS ORNATVS NOBILITATE; DE MEDIOLANO DE TVRRI SIC ALAMANNUS; VRBEM FLORENTÊ GAVDENTI CORDE REGEBAT MENIA TVNC FECIT VIR CÔSTĀS ISTA FVTVRIS · QVI PREERAT PPLO FLORENTI BARTHOLOMEVS MĀTVA QVEM GENVIT COGNOMINE DE NVVVLONO FVLGENTÊ SENSV CLARV́ PROBITATE REFVLTVM QVÊ SIGNĀT AQVILE REDDVŤ SVA SIGNA DECORVM IN SIGNVM PPLI QVOD CÔFERT GAVDIA VITE ⁂ ILLIS QVI CVPIVNT VRBEM CONSVRGERE CELO ⁂ QVAM FOVEAT XP̃S COSERVET FEDERE PACIS ⁂ ESSŤ QVIA CV́CTORVM FLORENTIA PLENA BONORV́ · HOSTES DEVICIT BELLO MAGNOQ TVMVLTV ⁂ GAVDET FORTVNA SIGNIS POPVLOQ POTENTI ⁂ FIRMAT EMIT FERVENS STERNIT NV́C CASTRA SALVTE QVE MAREQVE TERRĀQVE TOTV́ POSSIDET ORBEM · PER QVAM REGNANTÊ FIT FELIX TVSCIA TOTA ⁂ TĀ QVĀ ROMA SEDET SEMPER DVCTVRA TRIVMPHOS · OMNIA DISCERNIT CERTO SVB IVRE CONHERCENS ⁂ ANNIS MILLENIS BIS CENTVM STANTIBVS ORBE ⁂ PENTA DECEM IVNCTIS XP̃I SVB NOMINE QVINQ CVM TRNA DECIMA TVNC TÊPORIS INDITIONE · |

La trascrizione per esteso è: «Summus Alexander Sanctus quem mundus adorat, cum pastor mundi regnabant rexque Guglielmus et cum vir splendens ornatus nobilitate de Mediolano, de Turri sic Alamannus, urbem florentem gaudenti corde regebat moenia tunc fecit vir constans ista futuris qui praeerat populo florenti, Batholomeus Mantua quam genuit cognomine de Nuvolono, fulgente sensu clarum probitate refultum, quam signant aquilae reddunt sua signa decorum in signum populi, quod confert gaudia vitae illis qui cupiunt urbem consurgere coelo, quam foveat Christus conservet foedere pacis. Esset quia cunctorum Florentia plena bonorum hostes, devicit bello magnoque tumultu, gaudet fortuna signis populoque potenti. Firmat emit fervens sternit nunc castra salute, quae mareque terramque totum possidet orbem. Per quam regnantem fit felix Tuscia tota, tam quam Roma sedet semper ductura triumphos, omnia discernit certo sub iure. Cohercens annis millenis bis centum stantibus orbe penta decem iunctis Christi sub nomine quinque cum terna decima tunc temporis indictione».
Traduzione: «Quando regnavano il santo sommo Alessandro pastore del mondo che il mondo adora e il re Guglielmo e quando governava la città di Firenze con animo lieto un uomo illustre e nobile, cioè Alemanno della Torre di Milano, fu allora che un uomo energico costruì queste mura per i posteri. Costui, Bartolomeo Nuvoloni nativo di Mantova, fulgido di senno, ragguardevole e sorretto dalla probità era a capo del popolo fiorentino e ha come insegna le aquile e questa insegna lo rende degno di onore sotto l'insegna del popolo che offre le gioie della vita a quanti desiderano che s'innalzi al cielo la città che Cristo protegga e conservi con un patto di pace. Poiché Firenze era piena di tutti i beni, egli vinse i nemici in guerra e in un grande tumulto, egli gode della buona sorte grazie alle insegne e al potere popolare, rafforza, compra, con impeto abbatte ora gli accampamenti grazie alla prosperità che abbraccia il mare, la terra e tutto il mondo. Quando essa regna tutta la Toscana diventa felice; sta salda come Roma, sempre pronta a riportare trionfi; si rende conto di tutto e impone leggi infallibili. Correndo nel mondo l'anno 1255 dell'era cristiana con la tredicesima indizione allora del tempo».
Presso la Badia Fiorentina si trova poi una lapide dantesca con uno stemma di Ugo II di Toscana:
| CIASCVN CHE DELLA BELLA INSEGNA PORTA DEL GRAN BARONE, IL CVI NOME E IL CVI PREGIO LA FESTA DI TOMMASO RICONFORTA, DA ESSO EBBE MILIZIA E PRIVILEGIO · -DANTE- PAR · , XVI · 127-130- |

Sul palazzo dell'Arte dei Giudici e Notai:
| IL COLLEGIO DELL'ARTE DE' GIUDICI E DE' NOTAI A CUI PRESIEDEVA IL PROCONSOLO S'ADUNÒ IN QUESTA CASA DAL TEMPO CHE LA SIGNORIA DEL COMUNE STAVA NEGLI ARTEFICI FINO AL SECOLO DECIMOTTAVO QUANDO DELLE ISTITUZIONI POPOLARI FU SPENTO ANCHE IL NOME COSTANTINO PUCCIANTI NOTAIO FIORENTINO P. Q. M. NEL MDCCCLXXVIII |

Davanti a questo palazzo si trovano tre pietre d'inciampo: per Abramo, Elena e Mario Gennazzani, deportati nel 1944 e uccisi ad Auschwitz.

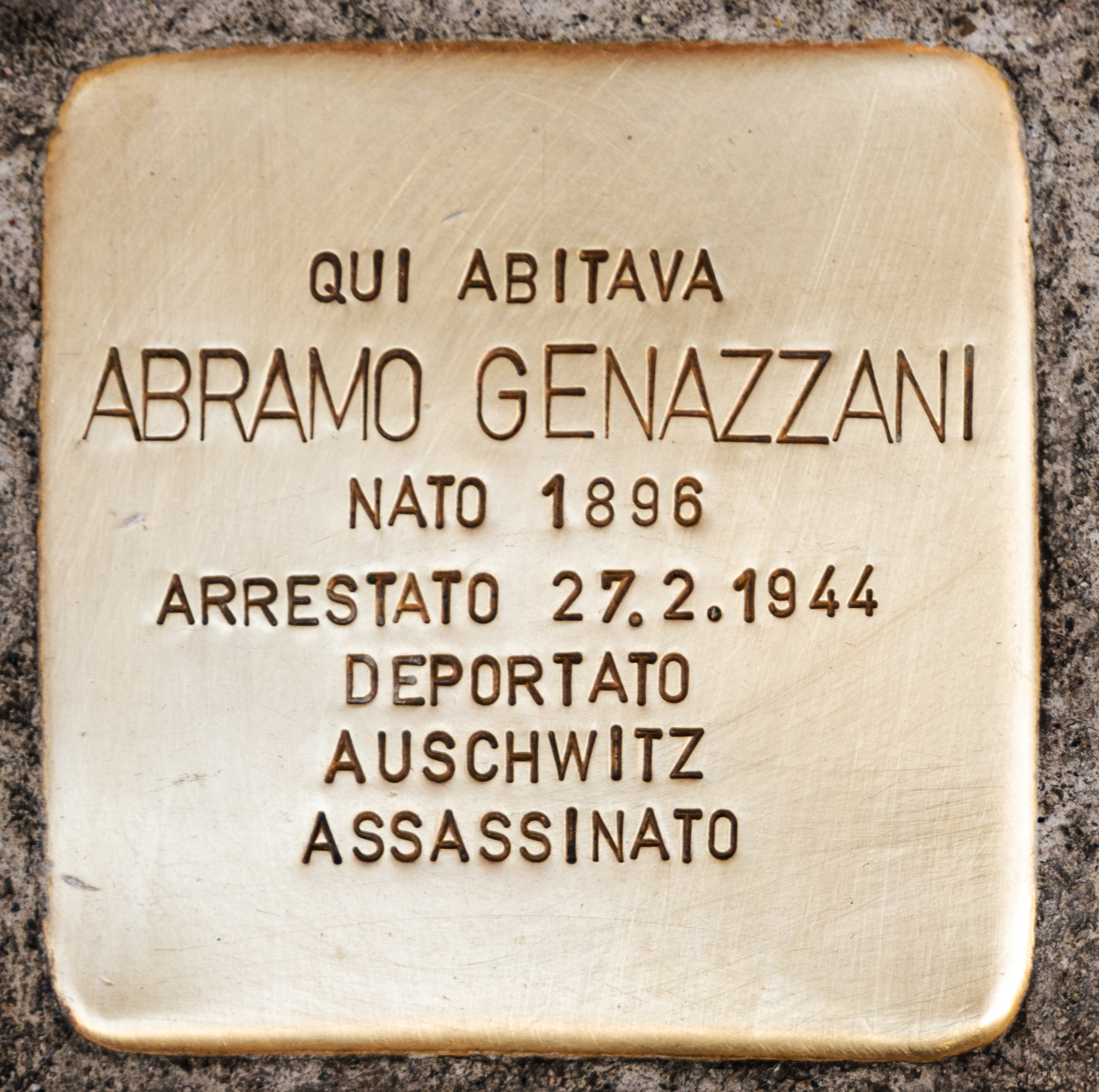
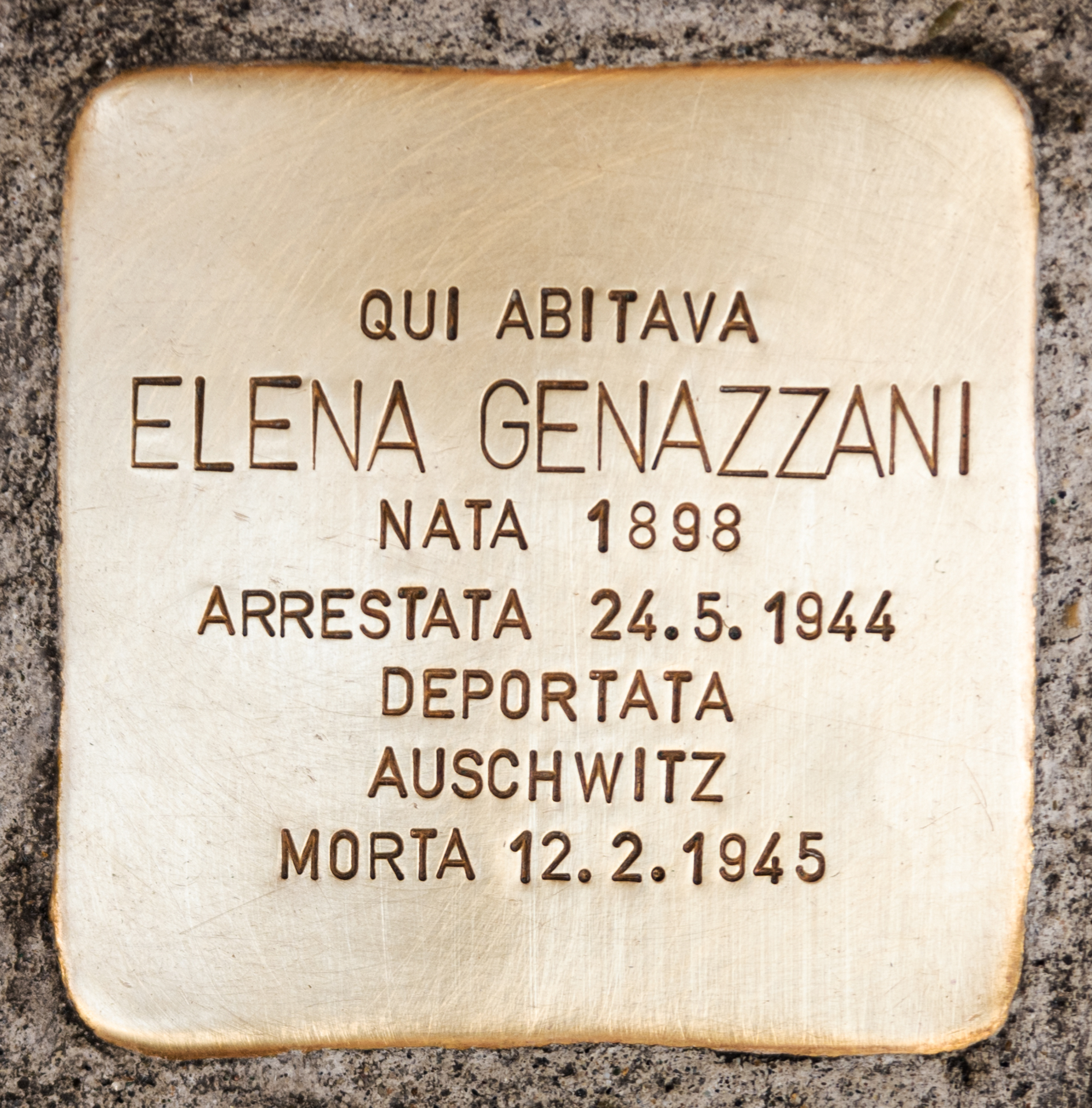
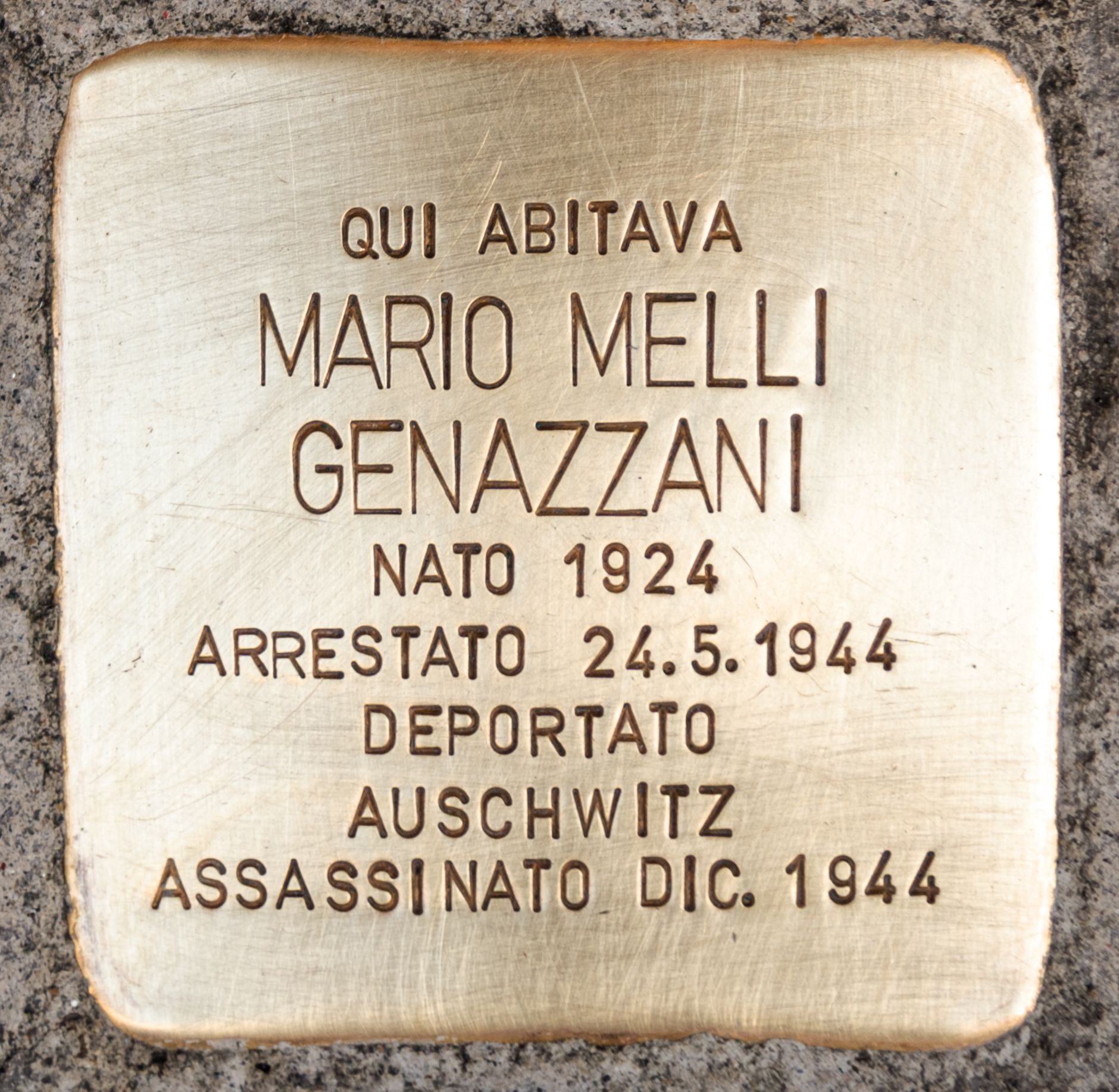

### Tabernacoli

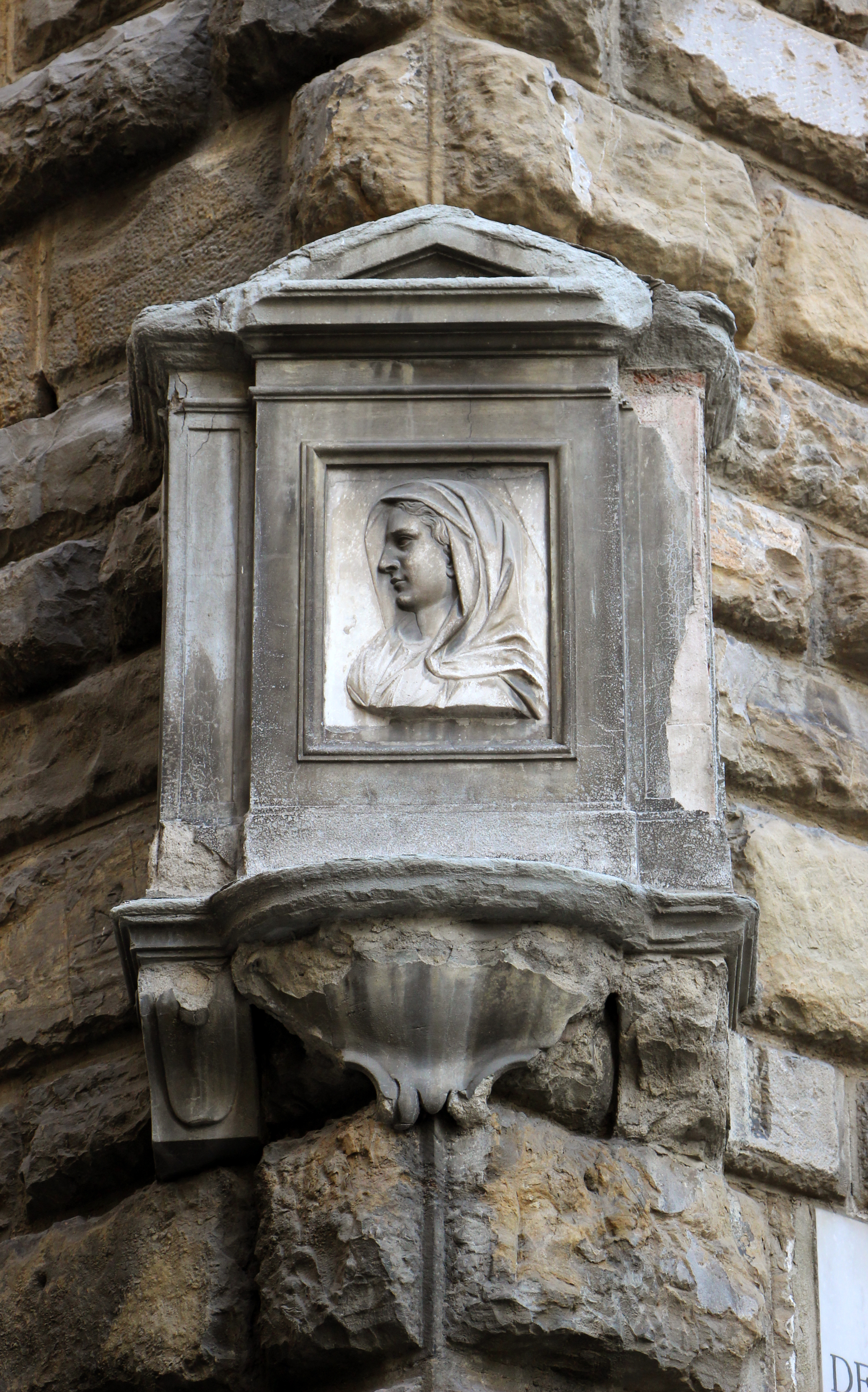
La Vergine su palazzo Pazzi

L'unico tabernacolo della strada si trova sulla cantonata con borgo Albizzi su palazzo Pazzi della Congiura: l'edicola contiene un bassorilievo in marmo con profilo della Vergine, forse della fine del Cinquecento.